# محبرور (المهرة)

تعديل مصدري - تعديل

محبرور هي إحدى قرى مديرية حصوين التابعة لمحافظة المهرة، بلغ تعداد سكانها 100 نسمة حسب تعداد اليمن لعام 2004.